# Advenogonium fuegiae
Advenogonium fuegiae là một loài chân đều trong họ Paramunnidae. Loài này được Doti & Roccatagliata miêu tả khoa học năm 2005.